# 천지명찰
천지명찰(天地明察, Insight Into the Universe)은 일본에서 제작된 타키타 요지로 감독의 2012년 드라마 영화이다. 오카다 준이치 등이 주연으로 출연하였다.

## 출연

### 주연
- 오카다 준이치
- 미야자키 아오이
- 사토 류타
- 요코야마 유

### 조연
- 나카이 키이치
- 이치카와 소메고로
- 사사노 타카시
- 키시베 이토쿠
- 와타나베 다이
- 이치카와 엔노스케
- 마츠모토 코시로
- 시라이 아키라

## 제작진
- 원작자: 우부카타 토우
- 녹음: 오노데라 오사무
- 미술: 헤야 쿄코